# Susanne Engelhart
Susanne Engelhart (* 10. Oktober 1904 in Wien; † 20. Mai 1968 ebenda) war eine österreichische Schauspielerin.

## Leben und Wirken
Susanne Engelhart wurde als fünftes Kind des österreichischen Malers Josef Engelhart und seiner Frau Doris Mautner von Markhof in Wien geboren und wuchs am Familiensitz der Engelharts in der Steingasse 11–13 auf. Sie war zweimal verheiratet; 1932 ehelichte sie zuerst in Düsseldorf den Schauspieler und späteren ersten deutschen Fernsehkoch Clemens Wilmenrod (eigentlich Carl Clemens Hahn), von dem sie bereits 1933 wieder geschieden wurde. Ihrer zweiten Ehe mit Georg Spornberger entstammte eine Tochter Beatrice.
Susanne Engelhart begann ihre Karriere als Schauspielerin in den 1940er-Jahren mit Nebenrollen in Filmen wie Arlberg-Express und Das Siegel Gottes. Nach weiteren Nebenrollen in Filmproduktionen der 1950er-Jahre wurde sie in den 1960er-Jahren vor allem für Fernsehproduktionen engagiert. So spielte sie 1964 unter der Regie von Wolfgang Glück neben Paula Wessely, Erik Frey und Michael Heltau in Eine Frau ohne Bedeutung nach Oscar Wilde.
Während der Dreharbeiten zum Fernsehfilm Die Moritat vom Räuberhauptmann Johann Georg Grasel unter der Regie von Otto Anton Eder kam es 1968 zu einem Unfall an deren Folgen Susanne Engelhart-Spornberger drei Tage später verstarb. Der Fernsehfilm wurde schließlich dennoch ein Jahr später im ORF ausgestrahlt.

## Filmografie
- 1948: Arlberg-Express
- 1948: Der prämierte Leberfleck
- 1949: Das Siegel Gottes
- 1952: Abenteuer im Schloss
- 1953: Franz Schubert – Ein Leben in zwei Sätzen
- 1957: Noch minderjährig (Unter Achtzehn)
- 1957: Skandal in Ischl
- 1958: Hoch klingt der Radetzkymarsch
- 1960: Ein gewisses Röcheln (TV)
- 1960: Meine Nichte tut das nicht
- 1961: Paganini (TV)
- 1962: Kaiser Joseph und die Bahnwärterstochter (TV)
- 1963: Zwerg Nase (TV)
- 1964: Eine Frau ohne Bedeutung (TV)
- 1965: Donaug’schichten (TV-Serie, eine Folge)
- 1969: Die Moritat vom Räuberhauptmann Johann Georg Grasel (TV)